# Witbuikduiker
De witbuikduiker (Cephalophorus leucogaster)  is een zoogdier uit de familie van de holhoornigen (Bovidae). De wetenschappelijke naam van de soort werd voor het eerst geldig gepubliceerd door John Edward Gray in 1873.